# Anju (mat)

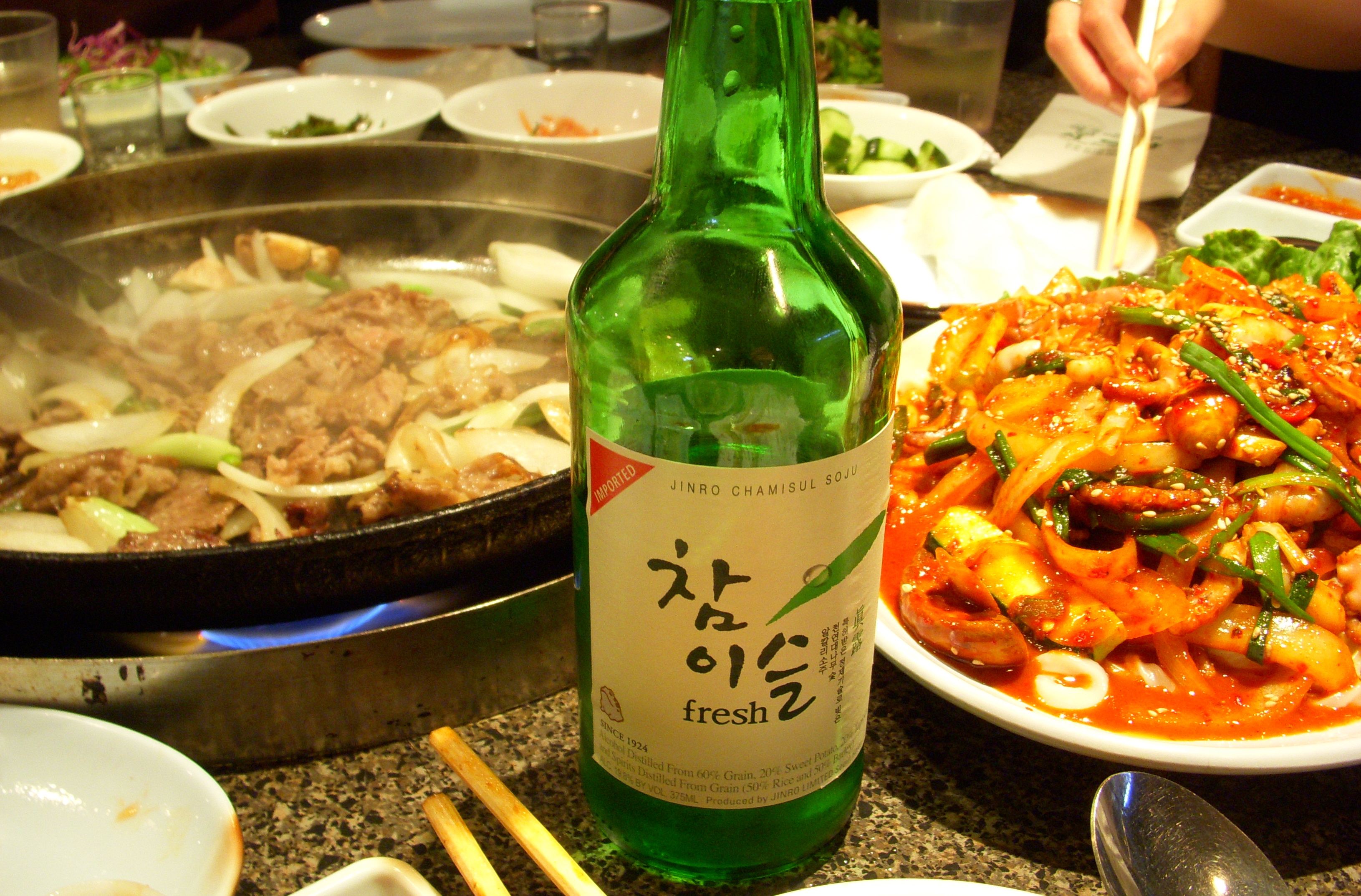
Anju tillsammans med alkohol

Anju (안주) är ett koreanskt ord för mat som intas tillsammans med alkohol. Alkoholen kan vara öl, vin gjort på ris, men är ofta en sorts sprit som liknar vodka, gjord på ris. Det har historiskt sett varit en tradition i Korea att bjuda gäster på alkohol och anju. På många koreanska nattklubbar, barer och karaokeställen är det ett måste att köpa anju om besökaren vill köpa alkohol.
Anju kan vara praktiskt taget vilken typ av maträtt som helst, så länge den är avsedd för att ätas som ett snack till alkohol. Exempel på anju är torkad fisk, jordnötter, friterad kyckling, bläckfisk, färsk frukt, potatischips, torkat kött, kimchi, krabba, riskakor, och ångade grisfötter.